# Ла-Ліга 2006—2007
Сезон 2006–2007 в Ла Лізі — футбольне змагання у найвищому дивізіоні чемпіонату Іспанії, що проходило між 27 серпня 2006 та 17 червня 2007 року. Став 76-м турніром з моменту заснування Ла Ліги. Участь у змаганні взяли 20 команд, у тому числі 3 команди, які попереднього сезону підвищилися у класі з Сегунди. За результатами сезону 17 команд продовжили виступи в елітному дивізіоні, а три найгірших клуби вибули до Сегунди.
Переможцем турніру став «Реал Мадрид», який здобув ювілейний 30-й трофей національної першості. Протягом сезону конкуренція між грантами іспанського футболу «Реалом» та «Барселоною» була надзвичайно гострою. Більшу частину сезону турнірну таблицю очолював каталонський клуб. Мадридська команда змогла наздогнати головних конкурентів лише у травні 2007, за чотири тури до завершення чемпіонату. Інтрига зберігалася до останнього ігрового дня, в якому «Реалу» вдалося здобути перемогу 3:1 над «Вільярреалом», мінімально програючи по ходу зустрічі, та утримати таким чином рівність очок з «Барселоною». З огляду на регламент Ла Ліги чемпіоном став «Реал», який в очних зустрічах обіграв «Барсу» вдома та звів виїзний матч унічию. При цьому різниця забитих і пропущених голів в «Барселони», яка задовольнилася срібними нагородами, була майже вдвічі кращою ніж в чемпіона.
| Чемпіон Іспанії 2006—2007 |
| ------------------------- |
| «Реал Мадрид» 30-й титул  |

## Підсумкова турнірна таблиця
|                                            |     | Турнірна таблиця 2006-2007 | О  | І  | В  | Н  | П  | М+ | М- | РМ  |
| ------------------------------------------ | --- | -------------------------- | -- | -- | -- | -- | -- | -- | -- | --- |
| Чемпіон Іспанії · Вийшов до Ліги Чемпіонів | 1.  | «Реал Мадрид»              | 76 | 38 | 23 | 7  | 8  | 66 | 40 | +24 |
| Вийшов до Ліги Чемпіонів                   | 2.  | «Барселона»                | 76 | 38 | 22 | 10 | 6  | 78 | 33 | +45 |
| Вийшов до Ліги Чемпіонів                   | 3.  | «Севілья»                  | 71 | 38 | 21 | 8  | 9  | 64 | 35 | +29 |
| Вийшов до Ліги Чемпіонів                   | 4.  | «Валенсія»                 | 66 | 38 | 20 | 6  | 12 | 57 | 42 | +15 |
|                                            | 5.  | «Вільярреал»               | 62 | 38 | 18 | 8  | 12 | 48 | 44 | +4  |
|                                            | 6.  | «Сарагоса»                 | 60 | 38 | 16 | 12 | 10 | 55 | 43 | +12 |
|                                            | 7.  | «Атлетіко» (Мадрид)        | 60 | 38 | 16 | 10 | 12 | 46 | 40 | +6  |
|                                            | 8.  | «Рекреатіво»               | 54 | 38 | 15 | 9  | 14 | 54 | 52 | +2  |
|                                            | 9.  | «Хетафе»                   | 52 | 38 | 14 | 10 | 14 | 39 | 33 | +6  |
|                                            | 10. | «Расінг» (Сантандер)       | 50 | 38 | 12 | 14 | 12 | 42 | 48 | -6  |
|                                            | 11. | «Еспаньйол»                | 49 | 38 | 12 | 13 | 13 | 46 | 53 | -7  |
|                                            | 12. | «Мальорка»                 | 49 | 38 | 14 | 7  | 17 | 41 | 47 | -6  |
|                                            | 13. | «Депортіво» (Ла-Корунья)   | 47 | 38 | 13 | 8  | 17 | 32 | 45 | -12 |
|                                            | 14. | «Осасуна»                  | 47 | 38 | 12 | 11 | 15 | 51 | 49 | +2  |
|                                            | 15. | «Леванте»                  | 42 | 38 | 10 | 12 | 16 | 37 | 53 | -16 |
|                                            | 16. | «Бетіс»                    | 40 | 38 | 8  | 16 | 14 | 36 | 49 | -16 |
|                                            | 17. | «Атлетик» (Більбао)        | 40 | 38 | 10 | 12 | 16 | 50 | 56 | -6  |
| Вибув до Сегунди                           | 18. | «Сельта Віго»              | 39 | 38 | 10 | 9  | 19 | 40 | 59 | -19 |
| Вибув до Сегунди                           | 19. | «Реал Сосьєдад»            | 35 | 38 | 8  | 11 | 19 | 32 | 47 | -15 |
| Вибув до Сегунди                           | 20. | «Хімнастік»                | 28 | 38 | 7  | 7  | 24 | 34 | 69 | -35 |

## Бомбардири

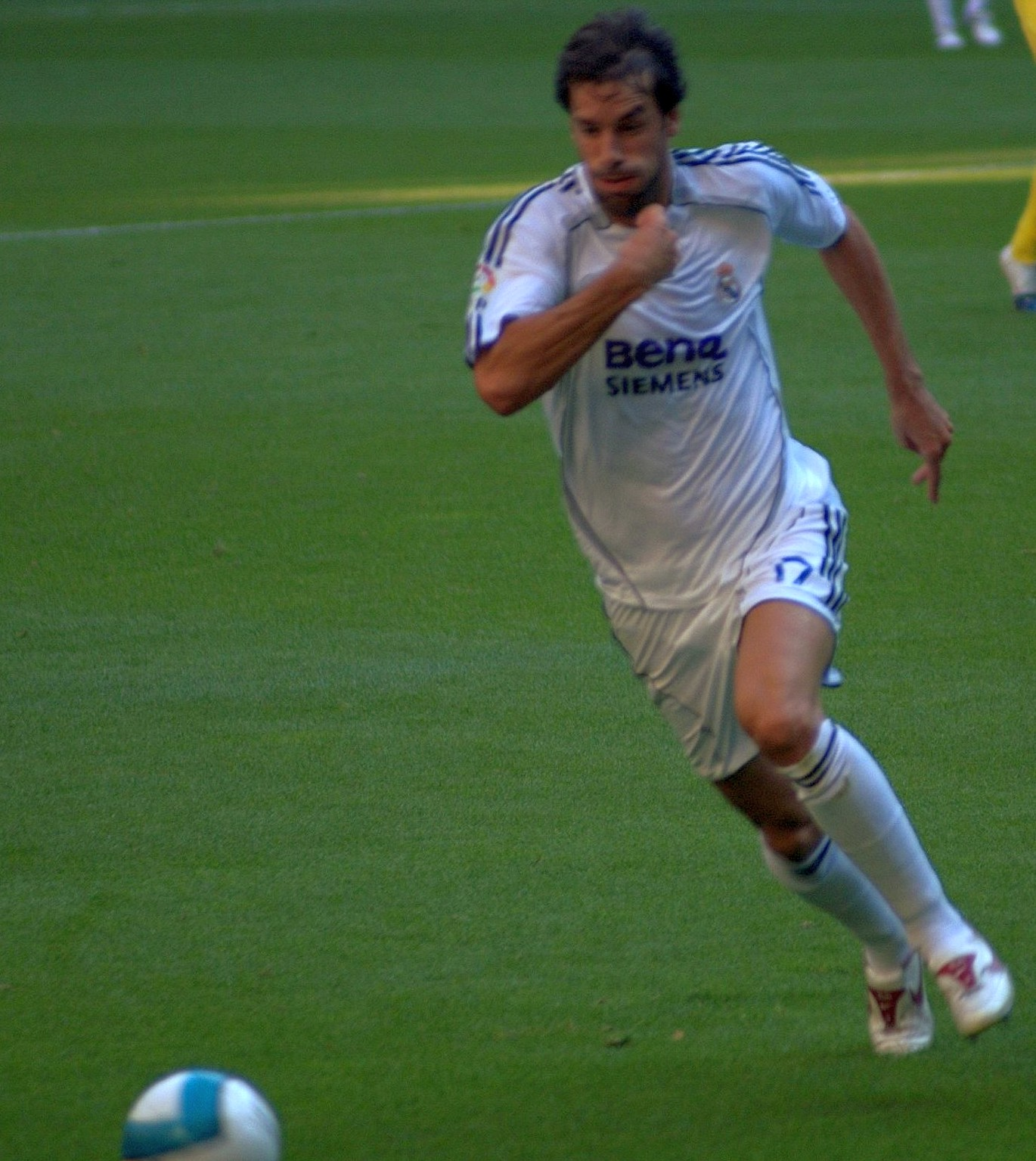
Найкращий бомбардир сезону Рууд ван Ністелрой.

Найкращим бомбардиром Прімери сезону 2006—07 став нападник чемпіона країни, мадридського «Реала», Рууд ван Ністелрой, який записав до свого активу 25 голів. 
Найкращі бомбардири сезону:
|  | Голів | (пенальті) | Бомбардир          | Команда             |
|  | ----- | ---------- | ------------------ | ------------------- |
|  | 25    |            | Рууд ван Ністелрой | «Реал Мадрид»       |
|  | 23    |            | Дієго Міліто       | «Сарагоса»          |
|  | 21    |            | Фредерік Кануте    | «Севілья»           |
|  | 21    |            | Рональдіньо        | «Барселона»         |
|  | 19    |            | Дієго Форлан       | «Вільярреал»        |
|  | 16    |            | Давід Вілья        | «Валенсія»          |
|  | 16    |            | Рауль Тамудо       | «Еспаньйол»         |
|  | 15    |            | Фернандо Байано    | «Сельта Віго»       |
|  | 15    |            | Фернандо Торрес    | «Атлетіко» (Мадрид) |
|  | 14    |            | Ліонель Мессі      | «Барселона»         |
|  |       |            |                    |                     |

## Рекорди сезону
- Найбільше перемог: «Реал Мадрид» (23)
- Найменше поразок: «Барселона» (6)

- Найкраща атака: «Барселона» (78 забито)
- Найкращий захист: «Барселона» та «Хетафе» (33 пропущено)
- Найкраща різниця голів: «Барселона» (+45)

- Найбільше нічиїх: «Бетіс» (16)
- Найменше нічиїх: «Валенсія» (6)

- Найменше перемог: «Хімнастік» (7)
- Найбільше поразок: «Хімнастік» (24)

- Найгірша атака: «Депортіво» (Ла-Корунья) та «Реал Сосьєдад» (32 забито)
- Найгірший захист: «Хімнастік» (69 пропущено)
- Найгірша різниця голів: «Хімнастік» (-35)